# Liczyrzepa (trasa narciarska)
Liczyrzepa (trasa narciarska) – narciarska trasa zjazdowa o czarnym stopniu skali trudności, prowadząca ze szczytu Kopy (1350 m n.p.m.) w Karkonoszach koło Karpacza. Trasa liczy 1030 m długości i ma przewyższenie 305 m (30%). Na szczyt Kopy można się dostać 4-osobowym nowoczesnym wyciągiem krzesełkowym „Zbyszek” o długości 2229 m, przewyższeniu 530 m i przepustowości 600 osób na godzinę wywożącym narciarzy i turystów na wysokość 1350 m n.p.m. z dolnej stacji Operatorem wyciągów jest Karpacz Ski Arena Sp. z o.o.
Trasa jest jedną z kilkunastu czarnych tras zjazdowych w Polsce. 
Nazwa trasy pochodzi od Liczyrzepy – fantastycznej postaci związanej z Karkonoszami będącej bohaterem licznych legend.